# Ḍamma
Ḍamma (arabisk: ضَمَّة) (på dansk ofte gengivet damma) er et arabisk, diakritisk tegn (vokaltegn). Det skrives som en lille krølle og kan sættes over arabiske bogstaver for at tilføje den korte u-lyd /u/. For eksempel udtales دُ som /du/. Sættes tegnet før det arabiske bogstav و (wāw), udtales det som et langt /uː/. For eksempel udtales دُو  som /duː/.
Tegnet udelades dog typisk, på linje med de tilsvarende diakritiske tegn kasra og fatḥa, i almindelig arabisk skrift.